# Vodní dílo Eleonora d'Arborea
Vodní dílo Eleonora d'Arborea je zavlažovací a energetický celek na řece Tirso na Sardinii. V objemu přehradního jezera zanikla legendární vodní elektrárna Santa Chiara. Vodní dílo tvoří hlavní hráz, přehradní nádrž Omodeo a vodní elektrárna Tirso 1. Vyrovnávací nádrž vytváří níže přehrada Diga di Pranu Antoni, která zásobuje menší elektrárnu Tirso 2.

## Historie
Když se v šedesátých letech 20. století objevily nedostatky ve stabilitě přehrady Santa Chiara a z bezpečnostních důvodů byl snížen objem zadrženého jezera na 50 %, vyvstala akutní potřeba vytvořit v údolí řeky Tirso novou nádrž pro potřeby zavlažování. V roce 1978 vznikl projekt na vybudování nové mohutné přehrady 4,5 km pod přehradou Santa Chiara. Takové řešení znamenalo převzetí role historicky významného díla a zaplavení většiny unikátního objektu z roku 1924. Stavba začala v roce 1982, inaugurace proběhla 23. ledna 1997. Přehrada byla pojmenována po středověké vládkyni Sardinie Eleonoře d'Arborea. V tělese hráze Santa Chiara byly vytvořeny dva otvory pro pohyb povodňových vod a legendární dílo se ponořilo do nového jezera.

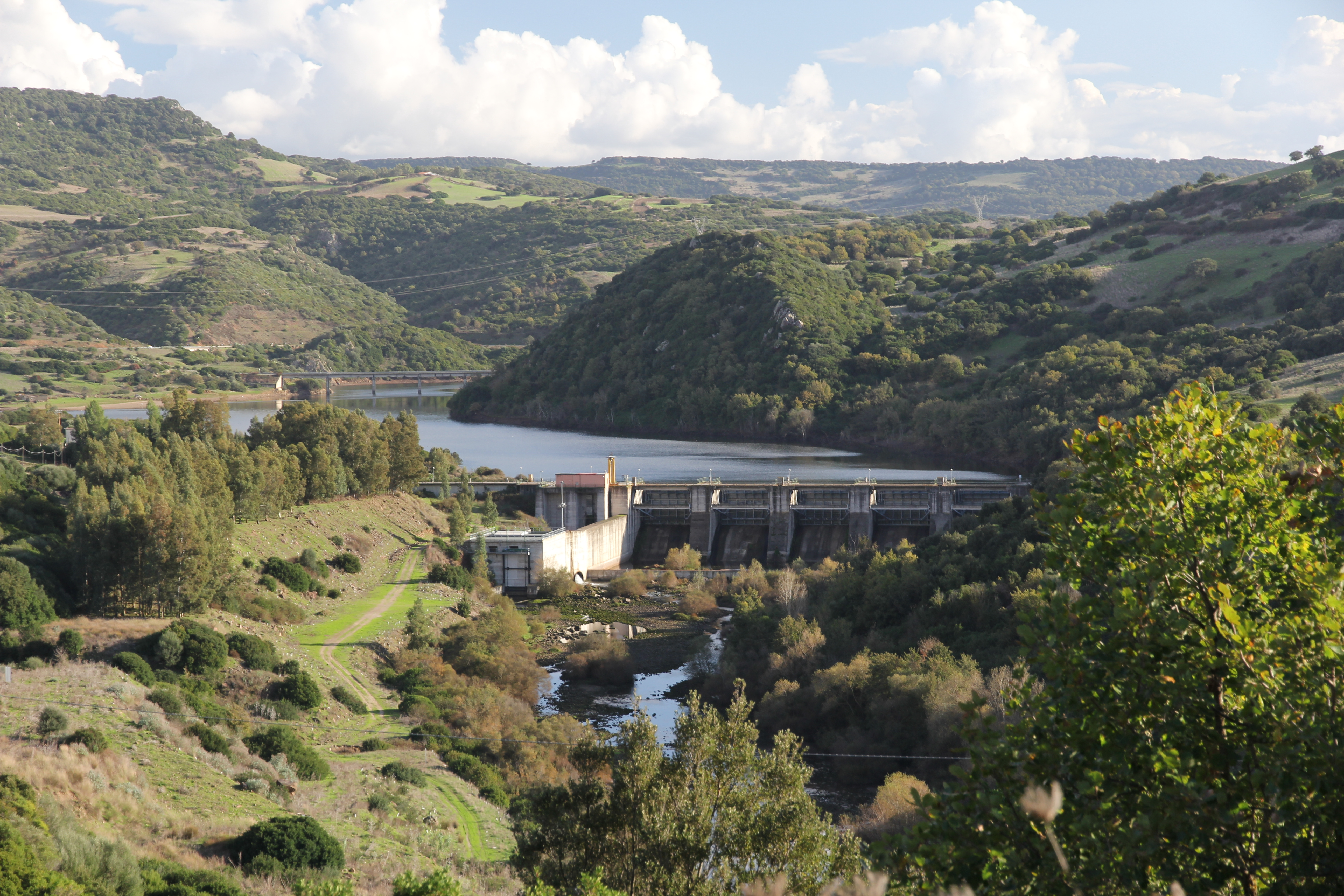
Diga di Pranu Antoni
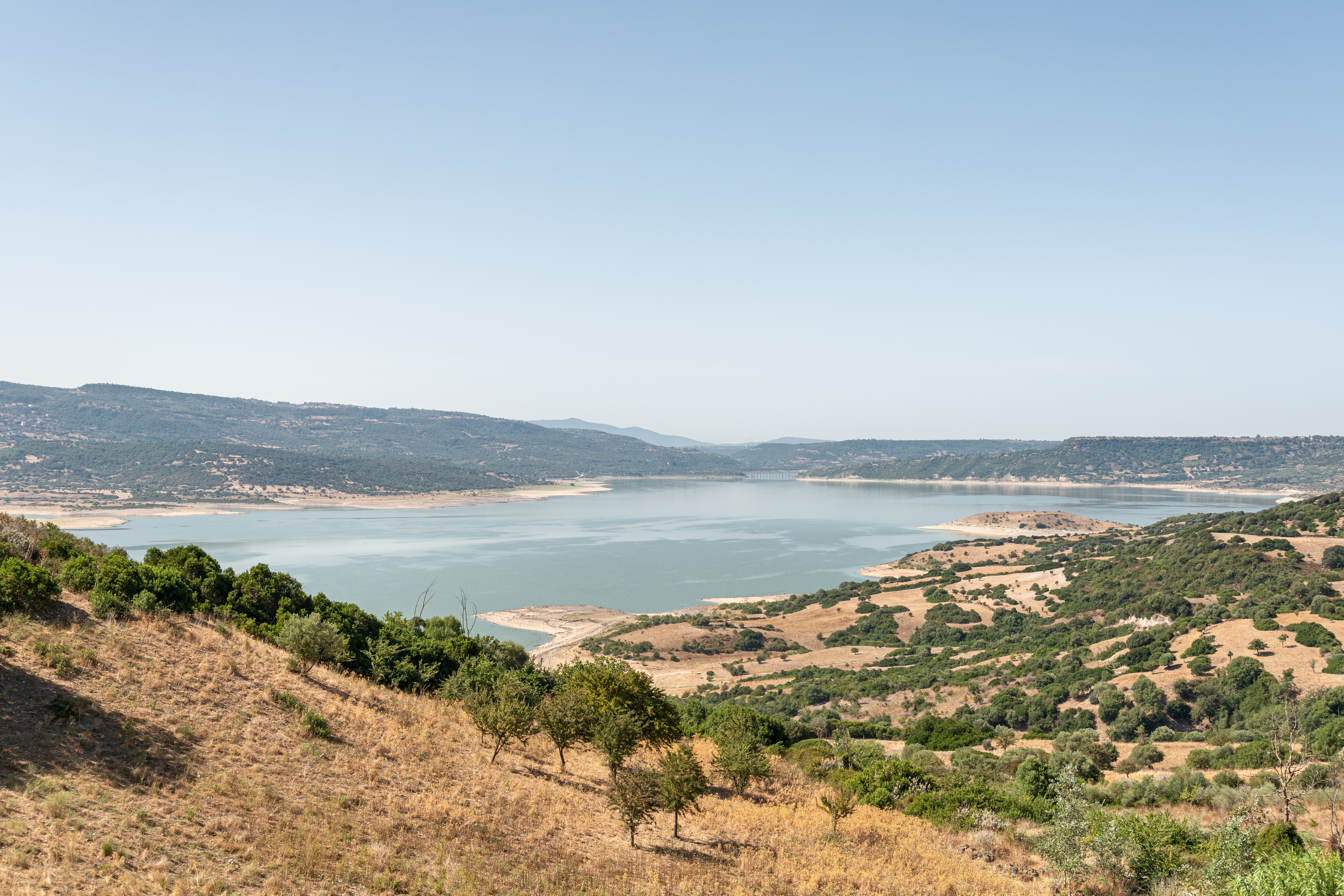
Jezero Omodeo
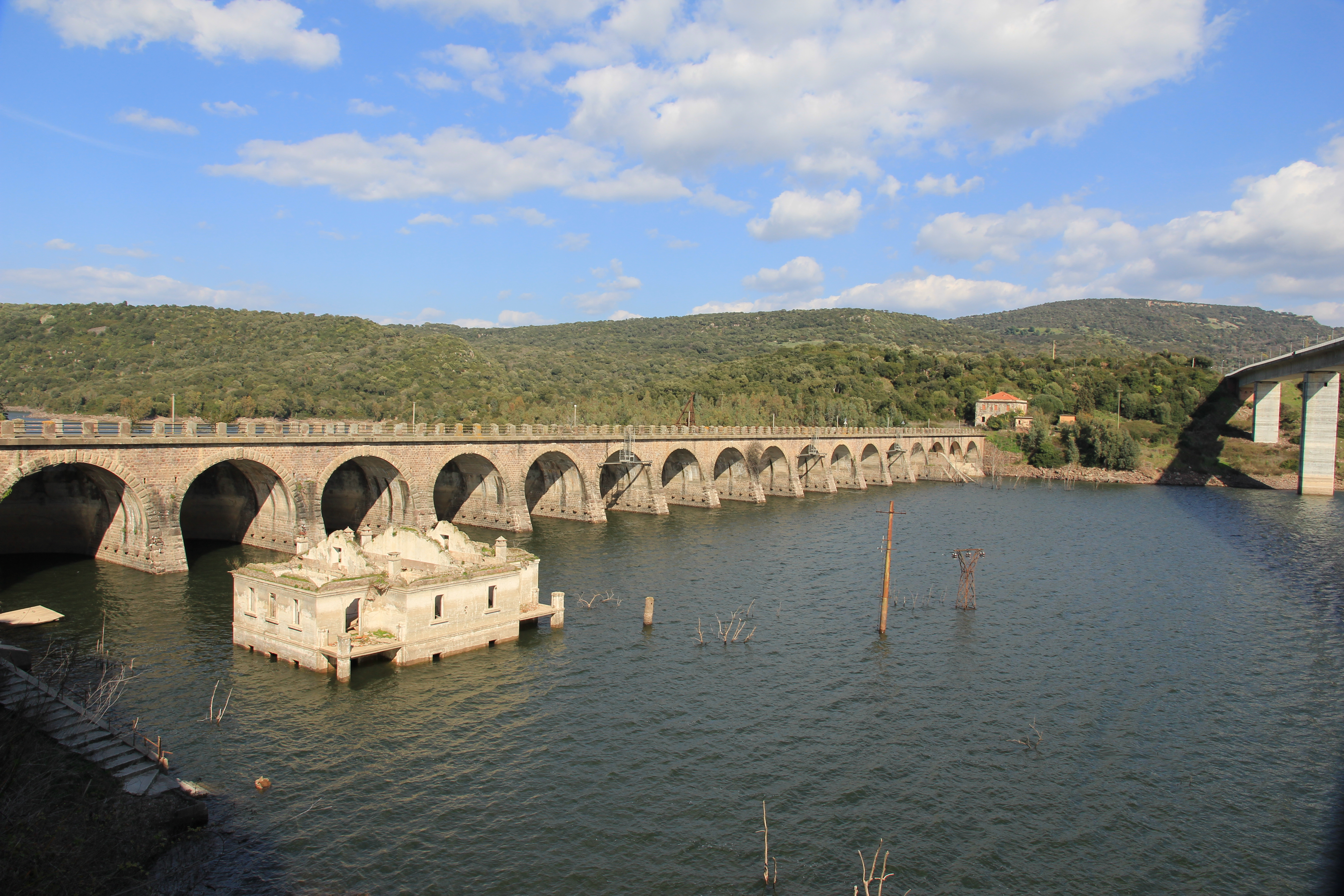
Přehrada Santa Chiara

## Popis
Přehradu tvoří tížní betonová hráz o výšce 100 m, délce koruny 582 m a objemu 1 071 000 m3. Koruna hráze se nachází v nadmořské výšce 120 m. Šest přelivových polí o propustnosti 2 800 m3/s je doplněno o spodní výpusti 2x 365 m3/s. Přehradní jezero o ploše 30 km2 poskytuje celkový objem 793 milionů m3.

## Využití
Vodní dílo je zařazeno do více sektorového vodního systému, řízeného Sardinským vodohospodářským úřadem. Instalovaný výkon elektrárny Tirso 1 je 20 MW, níže položená Tirso 2 je schopna vydat 5 MW. To je méně něž 3 % celkového vodního výkonu na ostrově. Vzhledem k pravidelným etapám sucha a úbytku vody v řekách ustupuje výroba vodní energie potřebám zavlažování.